# Ōgawara
Ōgawara (大河原町?) è una cittadina giapponese della prefettura di Miyagi.